# 893年
| 千纪： | 1千纪                                                                                           |
| 世纪： | 8世纪 \| 9世纪 \| 10世纪                                                                        |
| 年代： | 860年代 \| 870年代 \| 880年代 \| 890年代 \| 900年代 \| 910年代 \| 920年代                       |
| 年份： | 888年 \| 889年 \| 890年 \| 891年 \| 892年 \| 893年 \| 894年 \| 895年 \| 896年 \| 897年 \| 898年 |
| 纪年： | 癸丑年（牛年）；唐景福二年；南诏嵯耶五年；日本寬平五年                                          |

## 大事记
- 四月，感化軍军部徐州於四月被朱全忠軍攻陷，感化軍節度使時溥自焚。
- 王潮、王審邽、王審知兄弟攻占福州，並逐漸據有福建全地。
- 路易二世的遺腹子純樸的查理起兵反抗巴黎的厄德，展開西法蘭克王國持續6年的內戰。

## 出生
- 段思平，大理國創立者。